# Плауновидни
Плауновидни (Lycopodiophyta) е отдел растения, най-древната оцеляла днес група васкуларни растения, наред с Псилотовидните. Размножават се чрез спори при хетероморфна смяна на поколенията, като някои видове са изоспорови, а други – хетероспорови. Различават се от останалите васкуларни растения по своите листа (микрофили), които имат само по 1 – 2 проводящи снопчета, за разлика от по-усложнените листа на папратите и семенните растения.

## Класификация
Съществуващите днес плауновидни се разделят на три основни групи, понякога класифицирани като класове, а в други случаи – като разреди:
- Lycopodiopsida – около 400 вида вечнозелени тревисти растения
- Selaginellopsida – около 700 вида, разпространени главно в тропиците
- Isoetopsida – тревисти водни или влаголюбиви видове

От фосилни находки са известни още две групи плауновидни, изчезнали днес:
- Protolepidodendropsida – близки до Псилотовидните (долен и среден девон)
- Lepidodendropsida – дървесни видове, достигащи 40 m височина (карбон)

## Еволюция
Представителите на отдел Плауновидни имат дълга еволюционна история и фосилите са изобилни по целия свят, особено във въглищните залежи. В действителност повечето известни родове са изчезнали. Най-старият идентифициран вид е силурският Baragwanathia longifolia, като някои видове Cooksonia изглеждат свързани с отдела.
Lycopodiophyta са една от няколкото групи растения, разпространили се на сушата през силур и девон. Докато океанските течения смесват кислород, вода и хранителни вещества, на сушата те са структурирани, като водата и минералите са в почвата, а кислородът и светлината – във въздуха. Силната слънчева светлина увеличава риска от генетични увреждания. Без наличието на водна среда става възможна дехидратацията и е необходима по-здрава структура, противопоставяща се на гравитацията.
Много адаптации на плауните могат да бъдат обяснени като реакция на тези условия. Те продължават да развиват корените си, за да извличат хранителни вещества от почвата, и развиват листа за фотосинтеза и обмен на газове, използвайки стъблото за транспорт. Подобен на восък епидермис помага за задържането на влага. Уязвимият мейотичен гаметофит е защитен от слънчевите лъчи чрез намаления си размер, а често и с използването като източник на енергия на подземна микориза, вместо фотосинтеза.
По време на карбона дървесните плауни, като Lepidodendron, образуват огромни гори. За разлика от съвременните дървета, листата израстват по цялата повърхност на стъблото и клоните, но падат с израстването на дървото, като само на върха остава малка група листа. Останките от тези видове образуват много от днешните въглищни залежи.

## Други сведения
- Спорите на плауните са силно запалими и са използвани за изготвяне на фойерверки
- Провеждат се изследвания за използването на хуперзин, вещество, изолирано в някои плауни, като лекарство за болестта на Алцхаймер